# Jo & Co
Jo & Co – płyta koncertowa Anny Marii Jopek wydana 17 października 2008.
Płyta zajęła 46. miejsce w rankingu ZPAV najlepiej sprzedających się albumów 2008 r. w Polsce oraz uzyskała certyfikat złotej.

## Lista utworów
1. „Cisza na skronie, na powieki słońce”
2. „Spróbuj mówić kocham”
3. „Moun Madinina”
4. „Aya 1984”
5. „Tengoku”
6. „Confians”
7. „Tea in The Sahara”
8. „Zrób, co możesz”
9. „Dina Lam”
10. „Teraz i tu”
11. „Dwa serduszka, cztery oczy”

## Single
- „Cisza na skronie, na powieki słońce”, (17 października 2008)

## Twórcy
- Anna Maria Jopek
- Richard Bona
- Dhafer Youssef
- Mino Cinelu

- Krzysztof Herdzin
- Jan Smoczyński – instrumenty klawiszowe
- Henryk Miśkiewicz – saksofon
- Marek Napiórkowski – gitary
- Robert Kubiszyn – bas
- Paweł Dobrowolski – perkusja

## Sprzedaż
| Oficjalna Lista Sprzedaży OLIS |    |    |    |    |    |    |    |    |    |    |    |    |    |    |    |    |    |    |    |    |
| Tydzień                        | 01 | 02 | 03 | 04 | 05 | 06 | 07 | 08 | 09 | 10 | 11 | 12 | 13 | 14 | 15 | 16 | 17 | 18 | 19 | 20 |
| Pozycja                        | 4  | 4  | 5  | 8  | 10 | 16 | 24 | 21 | 25 | 24 | 25 | 26 | 34 | —  | 37 | 39 | 47 | —  | —  | —  |